# Anne Bignan
Pour les articles homonymes, voir Bignan (homonymie).
Anne Bignan, né à Lyon le 3 août 1795 et mort à Pau le 27 novembre 1861, est un homme de lettres et poète français, réputé à son époque tant pour ses traductions d'Homère que pour sa passion des honneurs académiques.

## Biographie
Son père, Jean-Louis-Dominique Bignan de Coyrol, avait été député du Dauphiné aux États généraux de 1789. Élevé à Paris, Anne Bignan manifeste très tôt sa vocation à la fois pour les lettres et pour les concours en remportant, en 1813 et 1814, plusieurs prix au concours général. Après avoir publié en 1819 ses premières traductions d'Homère, il remporte, entre 1822 et 1849, pas moins de 35 prix, accessits et mentions pour les élégies, odes et épîtres qu'il envoie inlassablement à l'Académie française et à l'Académie des Jeux floraux, à la Société archéologique de Béziers comme à la Société d'émulation de Cambrai ainsi qu'à de nombreuses autres académies. S'il n'obtient pas de la sorte la renommée qu'il recherche en qualité de poète, il gagne néanmoins une indubitable notoriété, ce dont témoigne par exemple la caricature que fait Victor Hugo, contre lequel il brigue un fauteuil à l'Académie française en 1840, de « M. Bignan recevant le prix de poesie a l'Académie ».
Cependant, si ses contemporains se moquent de ce « lauréat perpétuel, une sorte de Juif-Errant académique », ils ne lui en reconnaissent pas moins le mérite d'être le premier, après Guillaume Dubois de Rochefort au siècle précédent, à avoir traduit l'intégralité de l’Iliade et de l’Odyssée en vers français. Outre les quelque 60 000 vers qu'il compose ainsi au cours de sa vie, il publie aussi quelques essais et quelques romans, dont notamment L'Échafaud, qui constitue un plaidoyer contre la peine de mort. Deux de ses épîtres ont par ailleurs pour sujet la Colonie agricole de Mettray et l’Abolition de la traite des Noirs.
Alors même qu'il était le neveu du très influent député Jean-Claude Fulchiron, Bignan, qui avait été nommé chevalier de la Légion d'honneur en 1829, demeura toute sa vie à l'écart de la mêlée des partis, attitude qu'il justifia dans une comédie, La Manie de la politique, qui ne fut jamais représentée.

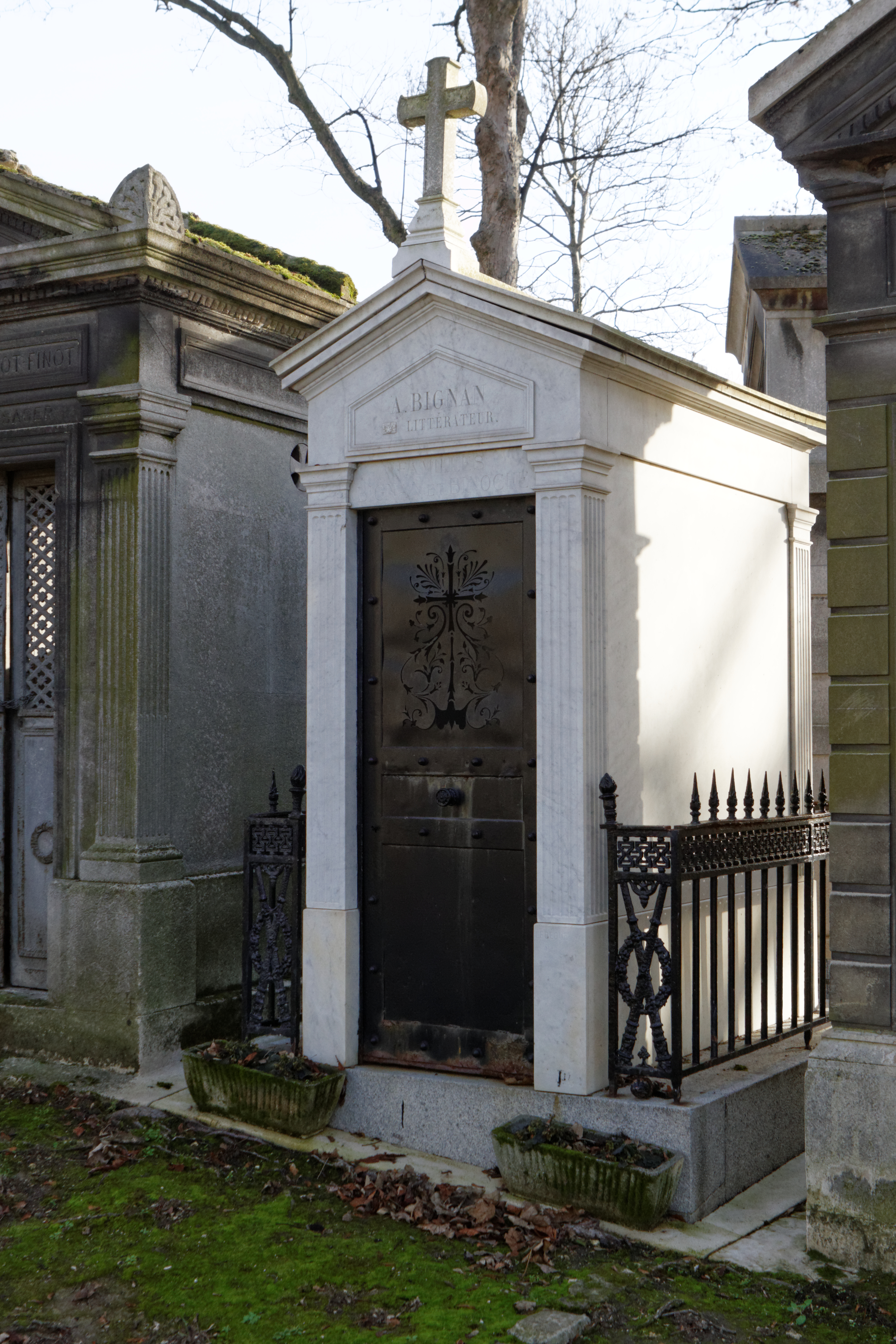
Tombe au cimetière du Père-Lachaise.

Il est inhumé au cimetière du Père-Lachaise (49e division).

## Publications
- La Grèce libre, ode, 1821 Texte en ligne
- L'Échafaud, roman, 1822
- Le Dévouement des médecins français, poème qui a obtenu une mention honorable à la séance publique de l'Académie française, le 24 août 1822 Texte en ligne
- Isaure et Olivier, poème couronné à l'Académie des Jeux floraux, le 3 mai 1822 Texte en ligne
- L'Abolition de la traite des Noirs, épître aux Souverains de l'Europe rassemblés au Congrès de Vienne, qui a obtenu la première mention honorable au jugement de l'Académie française, à la séance publique du 25 août 1823 Texte en ligne
- L'Avènement de Charles Dix, ou les Trois visions, poème lyrique, 1825 Texte en ligne
- Napoléon, ou le Glaive, le trône et le tombeau, poème suivi du Siège de Lyon, de plusieurs autres poèmes, et de la traduction en vers du premier chant de l'Iliade, 1825 Texte en ligne
- Épître à M. Mély-Janin, à l'occasion de sa pièce de Louis XI, 1827 Texte en ligne
- Poésie, 1828
- L'Entrée d'Henri IV dans Paris, poème qui a remporté le prix de poésie à la Société royale des Bonnes-Lettres, séance du 30 mai 1828
- Épître à quelques ennemis des lumières sur la découverte de l'imprimerie, qui a obtenu l'accessit au jugement de l'Académie française, dans la séance publique du 25 août 1829
- Épître à un jeune romantique sur la gloire littéraire de la France, pièce qui a remporté le prix de poésie décerné par l'Académie française dans sa séance publique du 9 août 1831
- Une Fantaisie de Louis XIV, roman historique, 2 vol., 1833
- Mélodies françaises, 2 vol., 1833 Texte en ligne
- Louis XV et le cardinal de Fleury, 1736, roman historique, 1835 Texte en ligne
- Épître à Cuvier, et Conseils à un novateur, pièces qui ont obtenu le prix et l'accessit à l'Académie française, dans sa séance publique du 27 août 1835 Texte en ligne
- Sermon au Curé de mon village sur la Comète de Halley, 1835 Texte en ligne
- L'Arc de triomphe de l'Étoile, ou la Revue impériale, pièce qui a obtenu l'accessit au jugement de l'Académie française, dans le concours de 1837 Texte en ligne
- Le Dernier des Carlovingiens, 1837
- Essai sur l'influence morale de la poésie, 1838
- Napoléon en Russie, poème en six chants, 1839
- La Manie de la politique, comédie en 5 actes et en vers, 1840
- Le Monument de saint Louis à Tunis, ode qui a obtenu l'accessit au jugement de l'Académie française, concours de 1841 Texte en ligne
- Épître à Pascal, 1842 Texte en ligne
- Épître à Molière, qui a obtenu, au jugement de l'Académie française, une médaille d'or, dans le concours de poésie de 1843
- Épître aux fondateurs de la colonie agricole de Mettray, 1843 Texte en ligne
- Mirabeau et Napoléon, poème couronné par l'Académie d'Arras, au concours de poésie de 1843 Texte en ligne
- Épître au chancelier Gerson, 1845 Texte en ligne
- Œuvres poétiques, 2 vol., 1845
- Poèmes évangéliques, 1850
- Variétés en prose, 1857
- Romans et nouvelles, 1858 Texte en ligne
- Le Pauvre Vieillard, élégie sur la guerre d'Espagne de 1809, s. d. Texte en ligne
- Choix de poésies posthumes et autres, 1863 Texte en ligne

### Traductions
- Homère : Trois chants de l'Iliade, traduits en vers français, suivis de quelques fragments, 1819
- Homère : L'Iliade, traduite en vers français, 1830
- Homère : L'Odyssée, traduite en vers français, 1841
- Lucain : Les Beautés de la Pharsale, traduites en vers français, 1859

## Source biographique
- Edmond Biré et Émile Grimaud, Les Poètes lauréats de L'Académie française, A. Bray, Paris, 1864, vol. 2, p. 11-22